# Christian Schmitt-Kilb
Christian Schmitt-Kilb (* 1967) ist ein deutscher Anglist und Literaturwissenschaftler.

## Leben
Er studierte Anglistik, Amerikanistik und Geschichte an den Universitäten Frankfurt am Main, Oxford Brookes University und Keele University. Er erwarb M.A.-Abschluss von der Universität Keele (1993), das erste Staatsexamen (1996), den Doktortitel (2002) von der Goethe-Universität und die Habilitation von der Universität Rostock (2009). Seit 2010 ist er Professor für Anglistische Literaturwissenschaft in Rostock.
Seine Forschungsinteressen sind Literatur und Sport, Literatur und Ökologie, zeitgenössische britische Poesie, Drama und Fiktion, frühneuzeitliche englische Literatur und Kultur und Literatur- und Kulturtheorie (mit besonderem Interesse für Neuen Historismus und Kulturmaterialismus).

## Schriften (Auswahl)
- Never was the Albion Nation without Poetrie. Poetik, Rhetorik und Nation im England der Frühen Neuzeit. Frankfurt am Main 2004, ISBN 3-465-03333-7.
- Abwesende Väter und Vatersuche im postmodernen Roman. Trier 2016, ISBN 3-86821-660-X.